# جسیکا سویک
جسیکا سویک (انگلیسی: Jessica Sevick؛ زادهٔ ۱۵ ژوئیهٔ ۱۹۸۹)  قایقران روئینگ زن اهل کانادا است.
وی در مسابقات کشوری و بین‌المللی در مجموع برندهٔ ۱ مدال طلا، ۱ مدال نقره، ۱ مدال برنز شده است.